# 징검다리

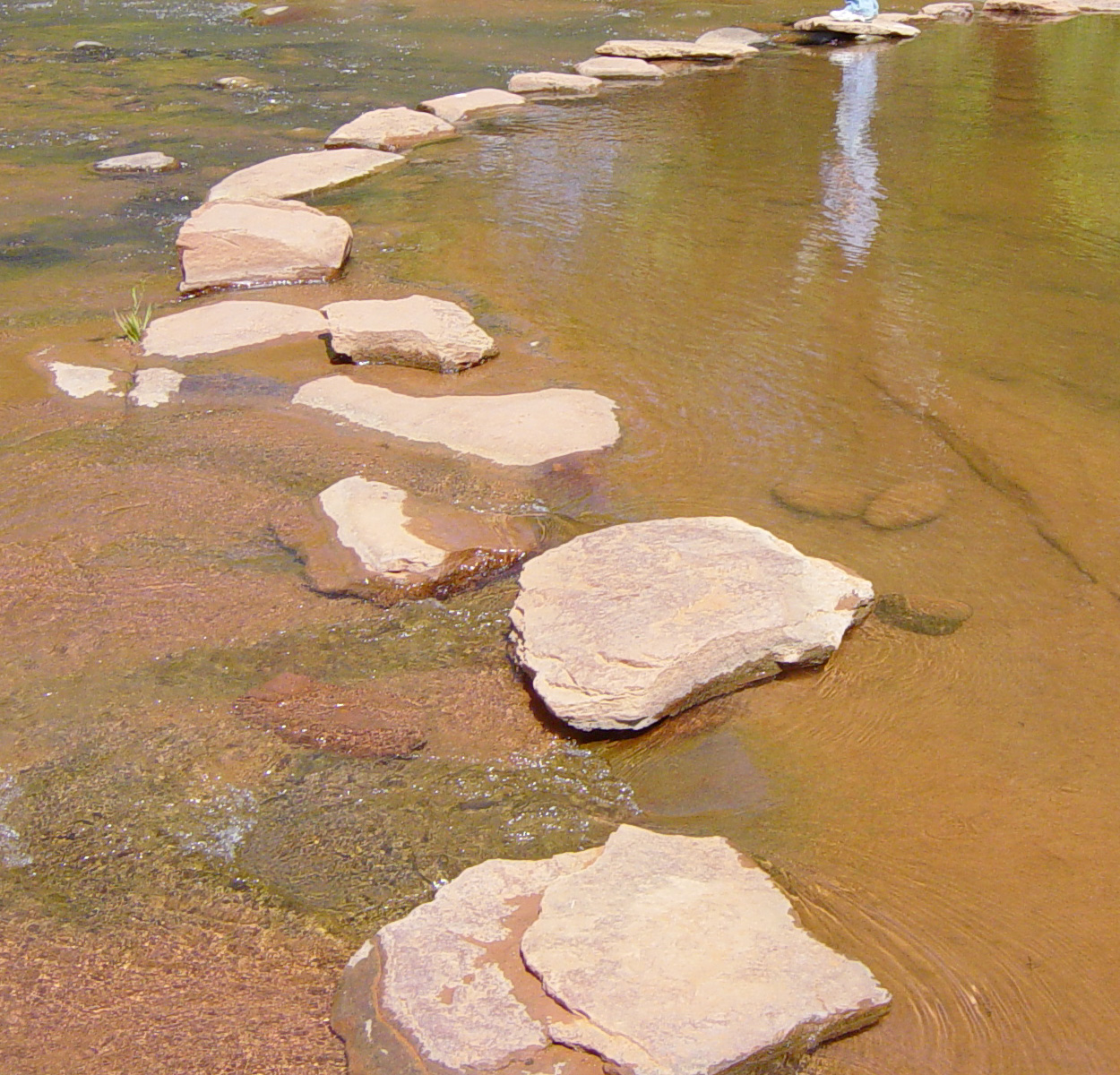

징검다리(stepstones, Stepping stones)는 돌 여러 개를 띄엄띄엄 놓아 보행자가 강 따위 수체를 건너게 할 수 있도록 하는 간이 교량 내지 방죽이다. 비유적으로는 중간에서 양쪽의 관계를 연결하는 매개체를 이르는 말로도 사용된다.
보행자가 개울, 작은 강과 같은 자연 수로를 건널 수 있도록 즉석 둑길을 형성하기 위해 배열된 돌의 모임이다. 돌계단 사이에 물이 흐르도록 허용하는 정원의 물 기능 역할을 하기도 한다. 다리와 달리 징검다리의 교차점에는 일반적으로 경간이 없지만 나무 판자나 석판을 돌(교각 역할을 함) 사이에 배치하여 저수위 다리로 즉석에서 만들 수 있다. 역사적 기원은 알려져 있지 않지만 징검다리는 통나무 다리와 함께 인간이 고안한 내륙 수역을 횡단하는 최초의 수단 중 하나였을 가능성이 높다.
전통적인 일본 정원에서 '이소와타리'라는 용어는 연못의 얕은 부분을 가로지르는 징검다리 통로를 의미하며, 이는 다리처럼 천천히 건너는 역할을 한다. 연못이나 개울의 얕은 부분을 건너기 위해 이소와타리를 사용하면 잉어, 거북이, 물새 등 연못 주변이나 연못에 있는 수생 식물을 볼 수 있다.
오늘날 징검다리는 산악인과 등산객이 지도에 표시되지 않거나 예상치 못한 하천과 급류를 건너기 위한 임시 변통 방법으로 일반적으로 사용된다.

## 대중 문화
징검다리 건너기는 오징어 게임의 종목이기도 하다.

## 같이 보기
- 보도교
- 여울